# 安乐县
安乐县（越南语：／）是越南永福省下辖的一个县。

## 地理
安乐县北接永安市和三阳县；西接永祥县；南接河内市福寿县；东接平川县和河内市麊泠县。

## 历史
1950年2月12日，永安省和福安省合并为永福省，安乐县随之划归永福省管辖。
1968年1月26日，永福省和富寿省合并为永富省，安乐县随之划归永富省管辖。
1977年7月5日，永祥县和安乐县合并为永乐县。
1995年10月7日，永乐县分设为永祥县和安乐县；安乐县下辖同岗社、平定社、中原社、齐鲁社、明新社、三红社、安同社、代序社、红洲社、莲洲社、中河社、中坚社、红芳社、月德社、文进社、安芳社、同文社17社。
1996年11月6日，永富省分设为永福省和富寿省，安乐县划归永福省管辖。
1997年5月28日，明新社改制为安乐市镇。
1999年8月18日，同岗社乐意村划归三阳县三阳市镇管辖，三阳市镇划归永安市社管辖并分设为同心坊和会合坊。
2023年2月13日，越南国会常务委员会通过决议，自2023年4月10日起，三红社改制为三红市镇。
2024年11月14日，越南国会常务委员会通过决议，自2025年1月1日起，红芳社并入红洲社。

## 行政区划
安乐县下辖2市镇14社，县莅安乐市镇。
- 安乐市镇（Thị trấn Yên Lạc）
- 三红市镇（Thị trấn Tam Hồng）
- 平定社（Xã Bình Định）
- 代序社（Xã Đại Tự）
- 同岗社（Xã Đồng Cương）
- 同文社（Xã Đồng Văn）
- 红洲社（Xã Hồng Châu）
- 莲洲社（Xã Liên Châu）
- 月德社（Xã Nguyệt Đức）
- 齐鲁社（Xã Tề Lỗ）
- 中河社（Xã Trung Hà）
- 中坚社（Xã Trung Kiên）
- 中原社（Xã Trung Nguyên）
- 文进社（Xã Văn Tiến）
- 安同社（Xã Yên Đồng）
- 安芳社（Xã Yên Phương）